# L'Écrivain soviétique
L'Écrivain soviétique (en russe : Сове́тский писа́тель), est une maison d'édition soviétique et russe fondée en 1934. À partir de 1938, la maison devient la maison d'édition de l'Union des écrivains soviétiques. Elle devient une entreprise commerciale en 1992 après la chute de l'URSS. Elle n'a pas presque plus publié de livres depuis 2009.

## Histoire
En préparation du premier congrès pansoviétique des écrivains d'URSS en 1933, cette maison d'édition est fondée sur la base de la maison d'édition Fédération. Il s'agit de la maison d'édition du comité d'organisation de l'Union des écrivains soviétiques. Deux coopératives sont donc fusionnées en 1934: la Compagnie moscovite des écrivains et la maison d'édition des écrivains de Léningrad et forment ainsi la maison d'édition L'Écrivain soviétique (Sovietski pissatel). Elle commence à fonctionner après le Premier congrès des écrivains soviétiques et possède une succursale à Léningrad.
Elle est organisée jusqu'en 1938 comme une coopérative, puis comme une organisation de l'Union des écrivains soviétiques. Les premiers livres sont publiés en novembre 1934. Ce sont surtout des nouveautés d'auteurs soviétiques. Pendant les années soviétiques, la maison d'édition publiait jusqu'à 500 titres de livres par an avec un tirage total de plus de 30 millions d'exemplaires, dont 40% étaient des publications traduites, principalement à partir des langues des peuples de l'URSS. Par exemple, en 1974, il y avait 375 titres avec un tirage de 14 951 000 exemplaires.
Avec la chute de l'URSS et la fin des activités de l'Union des écrivains soviétiques, la maison d'édition cesse d'exister selon sa forme originelle (1934-1991). En 1992, la maison d'édition est transformée en société à responsabilité limitée et sur sa base l'on fonde la maison d'édition L'Écrivain moderne. En fait, le bâtiment est privatisé par Arseni Larionov, loué, puis rebaptisé par lui à nouveau en L'Écrivain soviétique. Pendant les événements de 1993, la moitié du bâtiment est saisie avec l'aide d'un ancien responsable de l'Union des écrivains, Vladimir Saveliev, par un groupe de défense des droits de l'homme intitulé Glasnost. Mais bientôt le groupe est expulsé par les employés de la maison d'édition. Il y a des blessés et nombre d'archives, de documents, photographies et autographes d'écrivains disparaissent,. 
Depuis 2009, l'entreprise ne fonctionne plus comme une maison d'édition. Dans le cadre du procès d'A. Larionov, le gouvernement de Moscou était censé transférer le bâtiment au journal Moskovsky Komsomolets. En 2020, le bâtiment abrite le restaurant Rossini, propriété d'Alexandre Rappoport.
La succursale de Léningrad a cessé ses activités en 1992, son successeur est la maison d'édition L'Écrivain pétersbourgeois (Петербургский писатель).